# Dave Sinclair
Dave Sinclair, all'anagrafe David (Herne Bay, 24 novembre 1947) è un tastierista, organista e compositore britannico.
È noto soprattutto per aver fondato insieme al cugino Richard e a Pye Hastings i Caravan, gruppo progressive tra i protagonisti della scena di Canterbury. È l'autore di alcune delle più celebri canzoni della band, come For Richard, Nine Feet Underground, The Dabsong Conshirtoe, Proper Job/Back To Front. Ha suonato inoltre in altri gruppi di spicco, quali i Wilde Flowers, i Matching Mole, gli Hatfield and the North e i Camel. È stato definito il maestro del tipico modo di suonare le tastiere nel rock di Canterbury.

## Biografia

### Inizi
Nasce nella stazione balneare di Herne Bay, un distretto della vicina Canterbury, da cui dista 11 km, nella contea del Kent. Dopo aver preso lezioni di pianoforte da bambino, nell'adolescenza comincia a suonare il basso con delle band locali. Frequenta la Simon Langton School a Canterbury, vera fucina di talenti musicali locali dove conosce Robert Wyatt e i fratelli Brian e Hugh Hopper.
Nel 1966 entra nei Wilde Flowers, il gruppo capostipite della scena di Canterbury, suonando il basso quando Hugh Hopper, il precedente bassista, prima di lasciare la band si dedica al sax. Di questo periodo non esistono registrazioni in cui appaia Dave. Nello stesso anno i Wilde Flowers si sciolgono e dalle loro ceneri emergono due nuovi gruppi: i Soft Machine ed i Caravan. Nel 1967 Dave abbandona il basso per concentrarsi sulle tastiere, l'anno successivo è uno dei membri fondatori dei Caravan.

### I Caravan
Durante la sua carriera lascerà la band per poi ritornarvi diverse volte. La line-up che registra il primo album, che prende il nome del gruppo, è composta da Dave alle tastiere, Richard Sinclair al basso e alla voce, Pye Hastings alla chitarra e alla voce, e Richard Coughlan alla batteria, come ospite figura inoltre Jimmy Hastings al flauto. Nei seguenti due dischi i Caravan raggiungono la piena maturità e il loro rock, a metà tra il romantico e lo sperimentale, tocca l'apice artistico della loro intera produzione.

### Altre band e carriera solista
Con l'esigenza di percorrere strade diverse, nel 1971 lascia il gruppo e viene invitato da Robert Wyatt per la realizzazione del suo primo album solista, nello stesso anno Wyatt esce dai Soft Machine e fonda i Matching Mole. Con Sinclair alle tastiere e Wyatt alla batteria e alla voce, figurano Bill MacCormick al basso e Phil Miller alla chitarra. Nell'album di esordio Sinclair si segnala per aver composto la dolcissima O Caroline sul testo di Wyatt. Ben presto però si rende conto che la musica non gli si addice, troppo orientata com'era alle sperimentazioni e alle improvvisazioni, e lascia il gruppo dopo un tour europeo nel 1972 e dopo aver contribuito a un solo album.
L'anno seguente si unisce ai neo-formati Hatfield and the North, con il cugino Richard Sinclair, Phil Miller e Pip Pyle alla batteria, ma dopo poche settimane di prove non si sente a suo agio e lascia anche questa band. A corto di soldi rientra nei Caravan con cui registra due album in studio e uno dal vivo, per poi uscire di nuovo nel 1975.
Trascorre i due anni seguenti nel tentativo di pubblicare il suo primo lavoro solista, i demo che registra saranno però pubblicati dalla Voiceprint Records solo nel 1993 nel disco Moon Over Man. Le session di questo disco lo portano nel 1976 a formare i Polite Force, una banda che riscuote un buon successo a Canterbury. Anche questo sforzo sarebbe stato premiato solo molto più tardi, nel 1997 è di nuovo la Voiceprint che li pubblica nell'album Canterbury Knights.
Oltre alle consuete collaborazioni con i Caravan, nei quali entra ancora diverse volte per poi regolarmente uscirne specialmente tra il 1980 ed il 1992, e al suo lavoro di restauratore di pianoforti, sono da segnalare le collaborazioni con i Camel, dai quali esce subito dopo l'unico tour fatto insieme nel 1979, con i Caravan of Love del cugino Richard nel 1993, banda che si scioglie l'anno dopo, e con i Mirage, un gruppo che si proponeva di fondere i Caravan e i Camel. Con i Mirage partecipa solo a un tour nel 1994.
Nel 1995 rientra per l'ennesima volta nei Caravan per uscirne, stavolta definitivamente, nel 2002, per insanabili divergenze artistiche con il leader Pye Hastings. Il successivo album del gruppo uscirà nel 2004 e conterrà gli unici due brani in cui suona, registrati prima di andarsene.
Nel 2003 vedono finalmente la luce molti dei pezzi che da anni preparava, vengono pubblicati nei suoi primi album da solista Full Circle e Into the Sun, eseguiti con la collaborazione di alcuni dei membri dei Caravan e del cugino Richard.

### In Giappone
Nello stesso anno Dave Sinclair compie il suo primo tour come solista in Giappone, accompagnato da locali musicisti del gruppo SixNorth. Da questa collaborazione scaturisce un disco pubblicato nel 2003. Nel 2005 lascia il lavoro di restauratore di pianoforti e si concentra su nuovi progetti musicali. Si ambienta a tal punto in Giappone che vi soggiorna sempre più di frequente.
Il lavoro compiuto in questi anni viene pubblicato negli album Treasure Chest (a tiratura limitata) del 2009 e Pianoworks I - Frozen in Time del 2010 con la nuova etichetta Crescent, dieci brani di Sinclair solo al pianoforte di cui uno con Jimmy Hastings al flauto. Nel 2011 pubblica Stream, il suo lavoro più ambizioso, per realizzare il quale impiega 5 anni con la collaborazione di molti musicisti. Nel 2013 vede la luce The Little Things, un album dalle atmosfere intime composto da ballate.

## Discografia

### Album solisti
- 1993 - Moon Over Man (Voiceprint VP119CD)
- 2003 - Full Circle (DSincs-Music 001)
- 2003 - Into The Sun (DSincs-Music 002)
- 2010 - Pianoworks I - Frozen In Time (Crescent label CRSCNT 001)
- 2011 - Stream (Crescent CRSCNT 002)
- 2013 - The Little Things (DSTLTENGLISH2013)
- 2018 - Out Of Sinc (DSincs-Music 003)

### Con i Caravan
- 1968 - Caravan (Verve VLP 6011)
- 1970 - If I Could Do It All Over Again, I'd Do It All Over You (Decca SKL-R 5052)
- 1971 - In the Land of Grey and Pink (Deram SDL-R 1)
- 1973 - For Girls Who Grow Plump in the Night (Deram SKL-R 12)
- 1974 - Caravan And The New Symphonia (Decca SKL-R 1110)
- 1975 - Cunning Stunts (Deram SKL-R 5210)
- 1980 - The Album (Kingdom KVL 9003)
- 1980 - The Best of Caravan Live (Kingdom 426002)
- 1982 - Back to Front (Kingdom KVL 5011)
- 1993 - Live (Demon Code90 NINETY 2)
- 1995 - The Battle Of Hastings (HTD Records HTDCD 41)
- 1996 - All Over You (HTD Records HTDCD 57)
- 1997 - Live From The Astoria (HTD Records HTDCD 79)
- 1998 - Back On The Tracks (CoCaCamp act001)
- 1999 - All Over You Too (HTD Records HTDCD 102)
- 2004 - The Unauthorised Breakfast Item (su due soli brani) (Eclectic Discs ECL 1001)

### Con altri musicisti
- 1971 - Robert Wyatt / The End of an Ear (CBS 64189)
- 1972 - Matching Mole / Matching Mole (CBS 64850)
- 1992 - Richard Sinclair / Caravan of Dreams (HTD CD7)
- 1993 - Richard Sinclair / An Evening of Magic (HTD CD 17)
- 1995 - Mirage / Live 14.12.94 (Mirage 394123)
- 1997 - Polite Force / Canterbury Knights (Voiceprint VP187)
- 2003 - Sixnorth / Prayer (Poseidon-PRF011/MUSEA-FGBG 4520 AR)

## Filmografia
- 2015 – Romantic Warriors III: Canterbury Tales